# Patrik Arve
Knut Patrik Arve, född 19 september 1965 i Västerleds församling, Stockholms stad, är en svensk musiker främst känd som sångare i bandet Teddybears. 
Vid sidan om Teddybears har Arve varit drivande i musikprojekt som Nya Krösus, Swedish Tiger Sound, PAPA Sound och Girlsmen. Han har gjort barnprogrammet Ibbe och Arve för Sveriges Television och gästar ofta Bröderna Lindgrens barnunderhållning.

## Biografi
Patrik Arve växte upp i Bromma i Stockholm. Han gick i grundskolan på Olovslundsskolan och Abrahamsskolan för att sedan gå gymnasiet på Höglandsskolan. Han har även studerat på konstskolan Basis och kriminologi på Stockholms universitet.

## Karriär

### Teddybears
Teddybears är en av Sveriges mest betydelsefulla och originella grupper. Bandet har vunnit fyra grammisar, turnerat runt hela världen och gjort samarbeten med artister som Iggy Pop och Mad Cobra. Patrik Arve var med och bildade Teddybears i början av 1990-talet med Joakim Åhlund, Glenn Sundell och Patrik Lindqvist. Inför den första albumet You Are Teddybears anslöt Joakims bror Klas Åhlund till gruppen. De första två albumen You are Teddybears (1993) och I Can't Believe It's Teddybears STHLM (1996) präglades av hardcorepunk innan det stora genombrottet kom med Rock'n'Roll Highschool 2000, som nådde en förstaplats på svenska albumlistan och belönades med fyra Grammisar. Med albumet lämnade bandet hardcorepunken till förmån för en egensinnig variant av elektronisk pop med hip-hop- och reggae-inslag. 2004 släpptes Fresh, som innehöll låten "Cobrastyle", och 2006 gjorde bandet sin amerikanska debut med Soft Machine där Iggy Pop gästsjunger på Punkrocker. 2010 kom Devil's Music och det senaste albumet Rock on! släpptes 2016. Teddybears är kända för sin genreöverskridande musik och de mixar fritt mellan pop, rock, hiphop, electronica och reggae.

### Swedish Tiger Sound
Swedish Tiger Sound är Arves soloprojekt där han skapar musik som blandar beats från den amerikanska södern med riddims från Kingston. Till musiken har han gästartister från hela världen och har samarbetat med Daddy Freddy, Red Fox, Pampidoo, Alozade, Danny English, Spragga Benz, Baby Trish, Gully Bop, Rigo, Xnymfp, Britta Persson, Etzia, Suku, General Levy och Specialist.

### Nya Krösus
Nya Krösus, tidigare Krösus, är ett svenskt punkband bestående av Patrik Arve, Glenn Sundell, Johan Halling, Andreas Lindgren och Fredrik Marcus. Bandets debutalbum Krösus från 2015 har blivit omnämnt i bland annat GAFFA som "en perfekt och extremt osvensk slice av punk som kör över det mesta i genren". Året därpå kom albumet II med bland annat låten Spotify vars titel enligt Rockbladet var "ett genidrag" och även "en av plattans starkaste låtar".

### Girlsmen
Girlsmen, en svensk ska- och popgrupp aktiv under tidigt 1990-tal, gjorde sig kända med sitt självbetitlade album 1994 och flera singlar mellan 1993 och 1996. Gruppen, ledd av Patrik Arve och Matthias Lindgren, inkluderade även medlemmar som Soma Catomeris och Yari ”Yerpa” Jimenez. De kombinerade ska med elektroniska influenser och var kända för sin mystiska image. Trots framträdanden på platser som Hultsfredsfestivalen och turnéer i Skandinavien, avslutades aldrig deras andra albumprojekt Especially for you.

## Övrigt
Patrik Arve deltog i TV-programmet På spåret under säsongerna 2020/2021 och 2021/2022 tillsammans med journalisten Irena Pozar. Arve har även medverkat i TV-program som Tror du jag ljuger? på SVT och Expeditionen på TV4. 1996 var han med i Knesset på ZTV.
2000 översatte Arve pjäsen Howie the Rookie för Stadsteatern och 2022 producerade han musiken till Romeo och Julia på Dramaten. Vid två tillfällen har han varit programledare för Roygalan på Cirkus.
Arve är en grundarna till produktionsbolaget BLA STHLM som står bakom flera kända dockproduktioner på SVT så som Sprattlan, Allram Eest och Höjdarna (2004 års adventskalender). Hans arbetsuppgifter har varierat från musiker till dockmakare och scenograf. Som regissör har Arve arbetat med bandet bob hund på flera musikvideor, inklusive Dusseldorf och Istället för musik: Förvirring, samt med Randy för Little Toulouse och Left Rustle för Fireside. 
Arve är delägare i discgolfföretaget Tefat och livsmedelsföretaget Okeff. Okeff är känt för sin vegankorv Jalle P, som finns tillgänglig i många stora matbutiker i Stockholm och snart i hela Sverige.[när?] Jalle P är en del av varumärket Skärpning på alla plan, vilket även är namnet på en starköl bryggd av Fjäderholmarnas bryggeri. Arves driver även en webbpodd med samma namn där gäster såsom Alice Bah Kunke och Erik Niva har medverkat.
Arve har ställt ut sina etsningar i Stockholm, Göteborg och Landskrona. Han har publicerat en bok om svensk discgolf tillsammans med David Stark. Boken gavs ut av Pug Förlag juni 2022.
Patrik Arve spelar sig själv i barnprogrammet Ibbe och Arve. Han har även skrivit musik till programmet, som produceras av Purpose Studios för SVT.

## Diskografi

### Album med Girlsmen
- 1994 – Girlsmen

### Album med Swedish Tiger Sound
- 2017 – Grrr
- 2002 – AAIIKK

### Album med Krösus
- 2015 – Krösus
- 2016 – II

### Album med Teddybears/Teddybears Sthlm
- 1993 – You Are Teddybears (som Teddybears Sthlm)
- 1996 – I Can't Believe It's Teddybears STHLM (som Teddybears Sthlm)
- 2000 – Rock'n'Roll Highschool (som Teddybears Sthlm)
- 2004 – Fresh (som Teddybears Sthlm)
- 2006 – Soft Machine
- 2010 – Devil's Music
- 2015 – Rock On

### Album medAIK
- 2002 – Å vi e AIK